# 中井透
中井 透（なかい とおる、1959年8月 - ）は、日本の経営学者。京都産業大学経営学部教授。京都産業大学副学長、理事・評議員、経営学部長、大学院マネジメント研究科長、進路就職支援センター長、益川塾副塾頭などを歴任。大阪府大阪市生まれ、本籍兵庫県芦屋市、西宮市在住。

## 経歴
- 1959年8月 大阪府大阪市生まれ
- 1975年3月 甲南中学校 卒業
- 1975年8月 - 1976年8月 米国ミシガン州Bloomfield Hills Lahser High School（YFU: Youth for Understanding 交換留学生）
- 1978年3月  甲南高等学校 卒業
- 1982年3月  甲南大学理学部経営理学科（現・知能情報学部）卒業
- 1982年4月  オリエント・リース株式会社（現・オリックス株式会社）大阪営業部、東京国際部
- 1988年3月  慶應義塾大学大学院経営管理研究科修士課程修了、経営学修士
- 1988年4月  産業能率大学経営開発研究所研究員、産業能率短期大学兼任助手
- 1991年4月  岡山商科大学商学部専任講師
- 1994年4月  岡山商科大学商学部助教授
- 1998年8月  California State University, Fresno, Visiting Scholar (～1999/8)
- 2000年4月  岡山商科大学商学部教授（～2007/3）
- 2000年4月  岡山商科大学商学部産業経営学科長（～2002/3。1期2年）
- 2001年4月  岡山商科大学社会総合研究所長（～2007/3。3期6年）
- 2007年4月  京都産業大学経営学部教授、現在にいたる
- 2010年3月  広島大学博士（マネジメント）
- 2013年4月  京都産業大学経営学部長、大学院マネジメント研究科長（～2017/3。2期4年任期満了）
- 2017年2月  学校法人京都産業大学評議員（～2020/9。退任）
- 2017年4月  日本財務管理学会会長（～2020/3。退任）、京都産業大学進路・就職支援センター長（～2020/9。退任）
- 2017年10月  京都産業大学副学長（～2020/9。任期満了）
- 2017年10月  学校法人京都産業大学理事（～2020/9。任期満了）
- 経済産業大臣登録中小企業診断士（1988年、商業）
- 日本経営学会、日本財務管理学会、日本経営財務研究学会、証券経済学会、日本経営診断学会、慶應義塾経営管理学会、会員。
- 日本財務管理学会会長、日本経営財務研究学会評議員、ビジネスクリエーター研究学会評議員、日本学術振興会産学協力研究委員会経営問題第108委員会運営幹事などを歴任。

## 著書
- 【単行本】 SDGsの経営学、千倉書房、2022年（分担執筆）
- 【単行本】 中小企業経営入門（第2版）、中央経済社、2022年（分担執筆）
- 【単行本】 初めて学ぶ会計・ファイナンス、中央経済社、2021年（共著）
- 【単行本】 中小企業経営入門、中央経済社、2014年（分担執筆）
- 【単行本】 物語（ストーリー）でわかるベンチャーファイナンス入門、中央経済社、2013年（単著）
- 【単行本】 中小企業の戦略、同友館、2009年（分担執筆）
- 【単行本】 スモールビジネスの財務、中央経済社、2009年（分担執筆）
- 【単行本】 価値創造のマネジメント、文眞堂、2006年（編著）
- 【単行本】 入門アントレプレナー・ファイナンス、中央経済社、2005年（単著）
- 【報告書】 日本型価値創造経営のモデル構築、科学研究費成果報告書、2005年（編著）
- 【報告書】 ベンチャー企業に対する資金供給システムの日米比較、科学研究費成果報告書、2003年（単著）
- 【単行本】 経営学用語辞典、税務経理協会、1997年（分担執筆）
- 【単行本】 経営財務計算論、中央経済社、1996年（単著）
- 【単行本】 岡山の企業家精神、山陽新聞社、1993年（分担執筆）
- 【単行本】 豊かならざる社会、ビジネス社、1992年（共著）
- 【単行本】 エグゼクティブ・ハンドブック、サンマーク出版、1989年（分担執筆）

その他、中小企業経営、事業承継、Ｍ＆Ａ、起業家財務論、証券市場等に関する論文。